# Quintus Antonius Silo

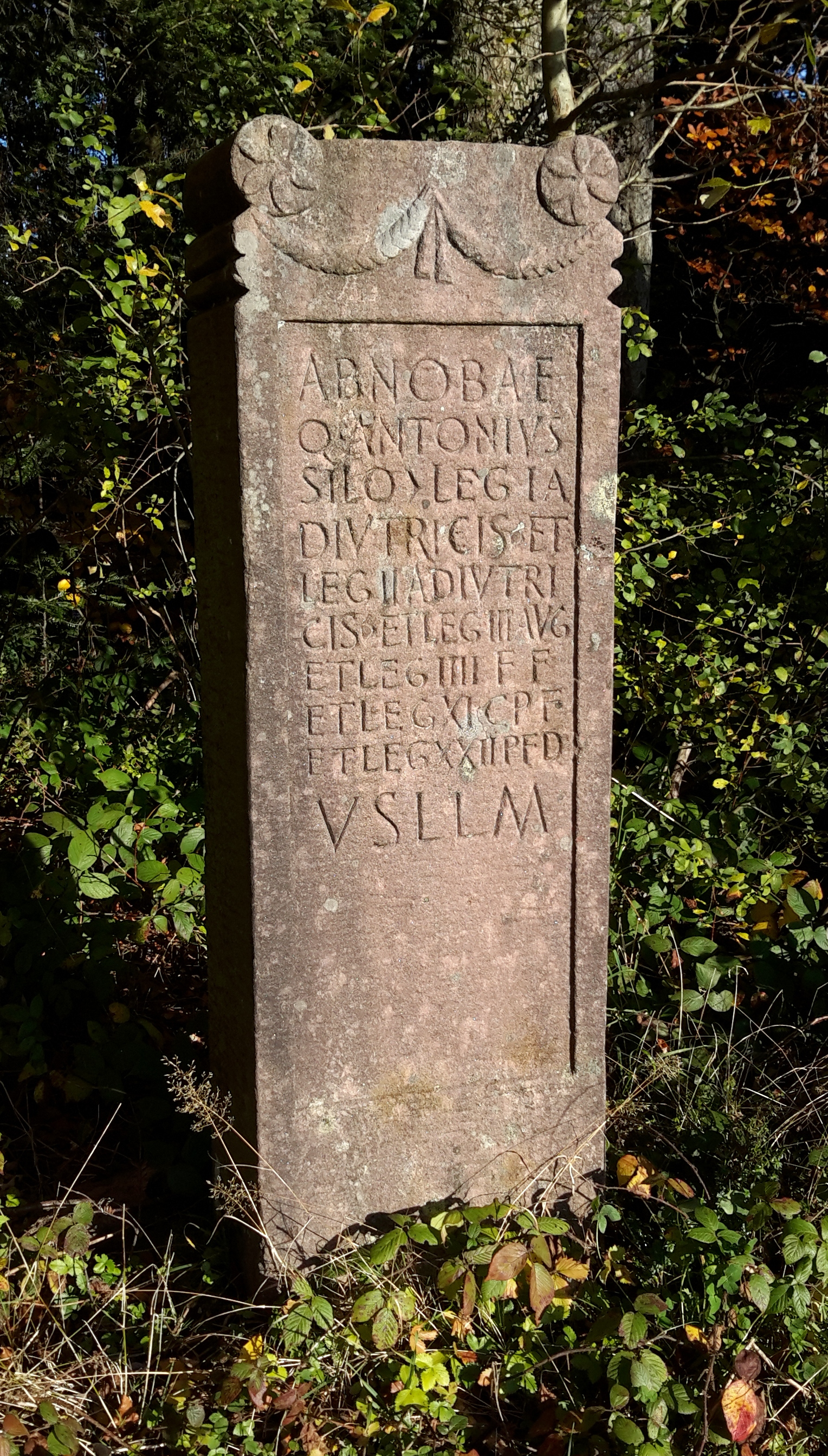
Der Altar mit der Inschrift

Quintus Antonius Silo war ein im 1. Jahrhundert n. Chr. lebender Angehöriger der römischen Armee.
Durch eine Weihinschrift, die in Oberndorf am Neckar gefunden wurde, ist seine militärische Laufbahn bekannt. Silo diente als Centurio in den folgenden sechs Legionen (in dieser Reihenfolge): in der Legio I Adiutrix, in der Legio II Adiutrix, in der Legio III Augusta, die ihr Hauptlager in der Provinz Africa hatte, in der Legio IIII Flavia Felix, in der Legio XI Claudia pia fidelis, die ihr Hauptlager in Vindonissa in der Provinz Germania superior hatte und zuletzt in der Legio XXII Primigenia pia fidelis Domitiana, die ihr Hauptlager in Mogontiacum in derselben Provinz hatte.
Silo weihte den Altar der lokalen Göttin Abnoba; er stammte daher möglicherweise aus der Region der späteren Provinz Germania superior. Mit der Errichtung des Altars löste er ein Gelübde ein (votum solvit libens laetus merito).
In der Epigraphik-Datenbank Clauss-Slaby wird die Inschrift auf 89/96 datiert. James Robert Summerly datiert die Laufbahn von Silo in einen Zeitraum zwischen 70 und 96; er nimmt an, dass der Altar um 92/96 errichtet wurde. Yann Le Bohec datiert seinen Dienst in der Legio III Augusta in die Regierungszeit von Domitian (81–96).